# Dekanat Iława – Wschód
Dekanat Iława – Wschód – jeden z 20 dekanatów w rzymskokatolickiej diecezji elbląskiej.

## Parafie
W skład dekanatu wchodzi 6 parafii:
- Parafia Trójcy Przenajświętszej – Frednowy
- Parafia Chrystusa Króla Wszechświata – Iława
- Parafia Niepokalanego Poczęcia NMP – Iława
- Parafia Przemienienia Pańskiego – Iława
- Parafia św. Andrzeja Boboli – Iława
- Parafia MB Królowej Polski – Rudzienice

## Sąsiednie dekanaty
Grunwald (archidiec. warmińska), Iława – Zachód, Lubawa (diec. toruńska), Miłomłyn, Nowe Miasto Lubawskie (diec. toruńska)